# Juan Walker Martínez
Juan Ashley Walker Martínez (Vallenar 25 september 1847 - Santiago 2 maart 1921) was een Chileens staatsman.
Juan Walker was de zoon van Alejandro Ashley Walker en Teresa Martínez Soria. Zijn jongere broer was Joaquín Walker Martínez (1853-1928). Hij was de neef van Carlos Walker Martínez (1842-1905). 
Hij nam deel aan de Salpeteroorlog en werd voor een tijd verbannen onder president José Manuel Balmaceda. Hij was lid van de Kamer van Afgevaardigden voor de Partido Conservador (1885-?). Van 1888 tot 1891 was hij burgemeester van Viña del Mar in welke functie hij zich inzette voor de verbetering van de drinkwatervoorziening. 
Walker speelde een voorname rol in Chileense Burgeroorlog (1891) die een einde maakte aan het autoritaire bewind van Balmaceda. Daarna was hij lid van de gemeenteraad van Santiago en later wethouder van die stad.
Naast politicus was Walker een succesvol ondernemer en filantroop.
Juan Walker was getrouwd met Ana Valdés Vergara bij wie hij elf kinderen had, waaronder Andrés Walker Valdés (1894-1959). Andrés Walker was lid van de Kamer van Afgevaardigden (1945-1949) voor de PCon en een succesvol zakenman.